# Carlos Parra (cantante)
Carlos Paul Parra Ruiz (Los Mochis, Sinaloa; 23 de enero de 1997 - Hermosillo, Sonora; 6 de mayo de 2023) fue una celebridad de internet, youtuber, cantante,  y vocalista del grupo musical Los Parras.

## Biografía
Parra nació el 23 de enero de 1997 en Los Mochis, Sinaloa; hijo de Paola Ruiz y Ramón Parra Verdugo. Sus hermanos fueron Luna Parra, Cristhian Parra y César Parra, de este último del cual era gemelo.
En 2007, Parra junto a su familia se mudaron a los Estados Unidos donde vivieron como inmigrantes hasta 2022, año en el que finalmente se convirtieron en ciudadanos del país. En el mismo, en el estado de Arizona, tuvo sus estudios dentro del North High School.

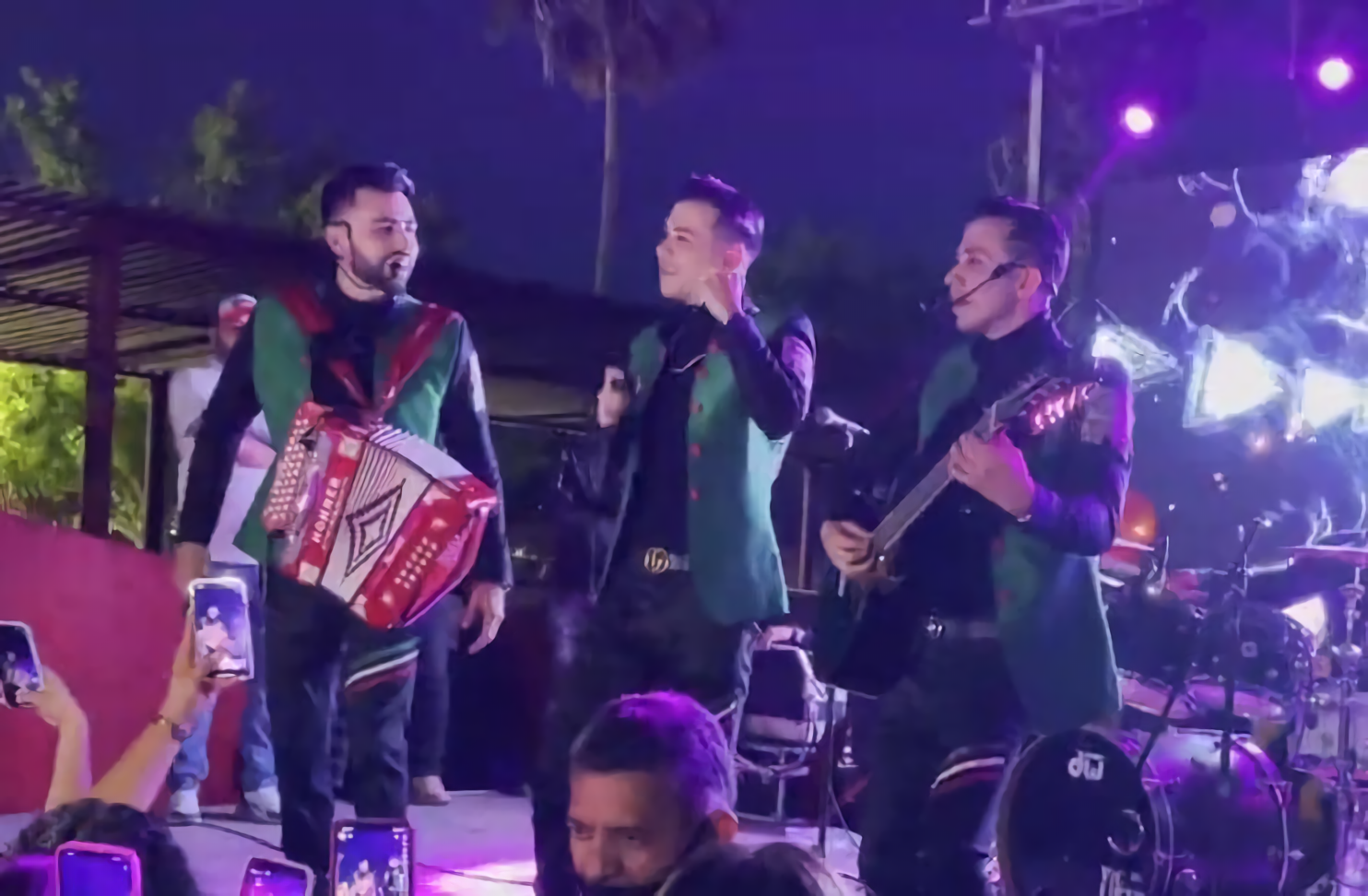
Los Parras, (grupo al que Parra pertenecía) en una presentación en vivo. De izquierda a derecha, Cristhian Parra, Carlos Parra y César Parra.

En 2015, fue creado junto a sus hermanos el grupo musical de regional mexicana Los Parras, del cual formaba parte siendo vocalista junto a su hermano César y Cristhian, publicando sencillos como: Recargado en la barra (junto a Ada Olea), Por verte feliz o Ya te superé (en vivo). Al año próximo (2017) de igual forma lanzaron su primer álbum titulado "Yo ya te olvide".
Comenzó publicando videos en Youtube en 2020 con su primer video publicado en la red social, sin embargo nunca fue un hecho por la cual se reconociera a Parra, es decir, podría ser considerado como un simple Hobbie.
Su pareja desde el 13 de febrero de 2020 fue Lillian Griego. En el año 2023, se vieron comprometidos para casarse, lo cual según el acta de defunción del gobierno de Sonora ocurrió antes de la muerte del cantante, sin embargo, se desconoce la fecha exacta.

## Discografía

### Álbumes discográficos (con el grupo musical Los Parras)[24][25]
- Alcoholizados 0.8 (En Vivo)
- Peda en la Banqueta
- 11:11
- En Vivo Vol. 1
- Yo Ya Te Olvide
- En Vivo Vol. 2

## Muerte
El día 6 de mayo de 2023, Parra viajaba junto a sus hermanos y madre de Phoenix, Arizona a México con fines de festejar el cumpleaños de su hermano mayor Cristhian en su ciudad natal, Los Mochis, sin embargo fueron víctimas de un accidente automovilístico en el libramiento de Hermosillo, Sonora, tan solo 19 km al sur del centro de la ciudad, del cual únicamente provocó la muerte de Carlos a causa de un traumatismo craneoencefálico severo y policontundido a las 02:40 del mismo día. La noticia de su fallecimiento fue dada a conocer mediante una publicación hecha en la cuenta oficial de Instagram del grupo musical al que pertenecía, con la descripción: «A todos los amigos, familia, fans del grupo con el corazón destrozado queremos informarles que el día de ayer tuvimos un accidente de auto donde perdió la vida nuestro Hermano, Carlos Parra. DEP hermanito te amamos».
Rápidamente fue dada a conocer la noticia por los medios de comunicación, entre ellos, un vídeo que originalmente se creía ser el supuesto accidente donde se mostraba al auto en llamas en las calles de Phoenix, los cuales tiempo más tarde se revelaron ser falsos, puesto que el vídeo se trataba de dos hombres de 25 y 30 años que habían tenido el accidente un día después de Parra (esto según un informe del Departamento de Seguridad Pública de Arizona); y al conocerse que falleció en la ciudad de Hermosillo.
Al día siguiente, el 8 de mayo de 2023, fue realizada una segunda publicación en la cuenta oficial de Instagram de la agrupación en la cual hacían un llamado para invitar a fanáticos del cantante tanto al velorio dos días después el 10 de mayo en el Legends Event Center al oeste de Phoenix a las 16:00, y la misa y sepelio el 11 de mayo a las 13:30; acompañado del texto: «A toda nuestra gente les queremos informar de los servicios de Nuestro Hermano Carlos Parra, los que gusten acompañarnos. Les agradecemos todas las muestras de Cariño, y preocupación, Bendiciones!». Gracias a tal comunicado e invitación fue posible la documentación del velorio y sepelio, la mayoría de ellos compartidos a través de la red social TikTok.
Parra fue sepultado en el cementerio "Holy Cross Cemetery" al Norte de la ciudad de Avondale, a las afueras de la ciudad de Phoenix. En la ciudad donde se registró su accidente automovilístico, actualmente se encuentra una capilla con su nombre y año de nacimiento y fallecimiento, conmemorando el lugar de su incidente.

### Reacciones
Tras el anuncio de su fallecimiento, celebridades de internet como Eduin Caz o Marca MP escribieron sus condolencias como «Dios lo tenga en su gloria les mando un abrazo y mucha fuerza lo siento mucho» o «Muy mala noticia y nos duele también, porque llegamos a conocerlo y era una muy buena persona y va a dejar un gran vacío …les mandamos nuestras condolencias a toda la familia y pronta resignación» respectivamente, además de Kano Escalante, Luis Coronel, El Flaco Elizalde y El Bebeto.

### Homenajes
A un año del fallecimiento de Parra, el 23 de mayo de 2024 sus hermanos como grupo publicaron el sencillo «Hermano» en honor al mismo. A su vez, tras una mínima actividad de la agrupación en 2 años en redes sociales, el 5 de junio de 2025 anunciaron su tour «El gran regreso» para el 23 de agosto de 2025 en homenaje a Carlos Parra.

## Distinciones

### Reconocimientos
| Galardón | Galardón           | Otorgado por | Razón                                                            | Fecha |
| -------- | ------------------ | ------------ | ---------------------------------------------------------------- | ----- |
|          | Silver Play Button | <YouTube>    | Por la cantidad de cien mil suscriptores en su canal de YouTube. | -     |